# Johann Heuras

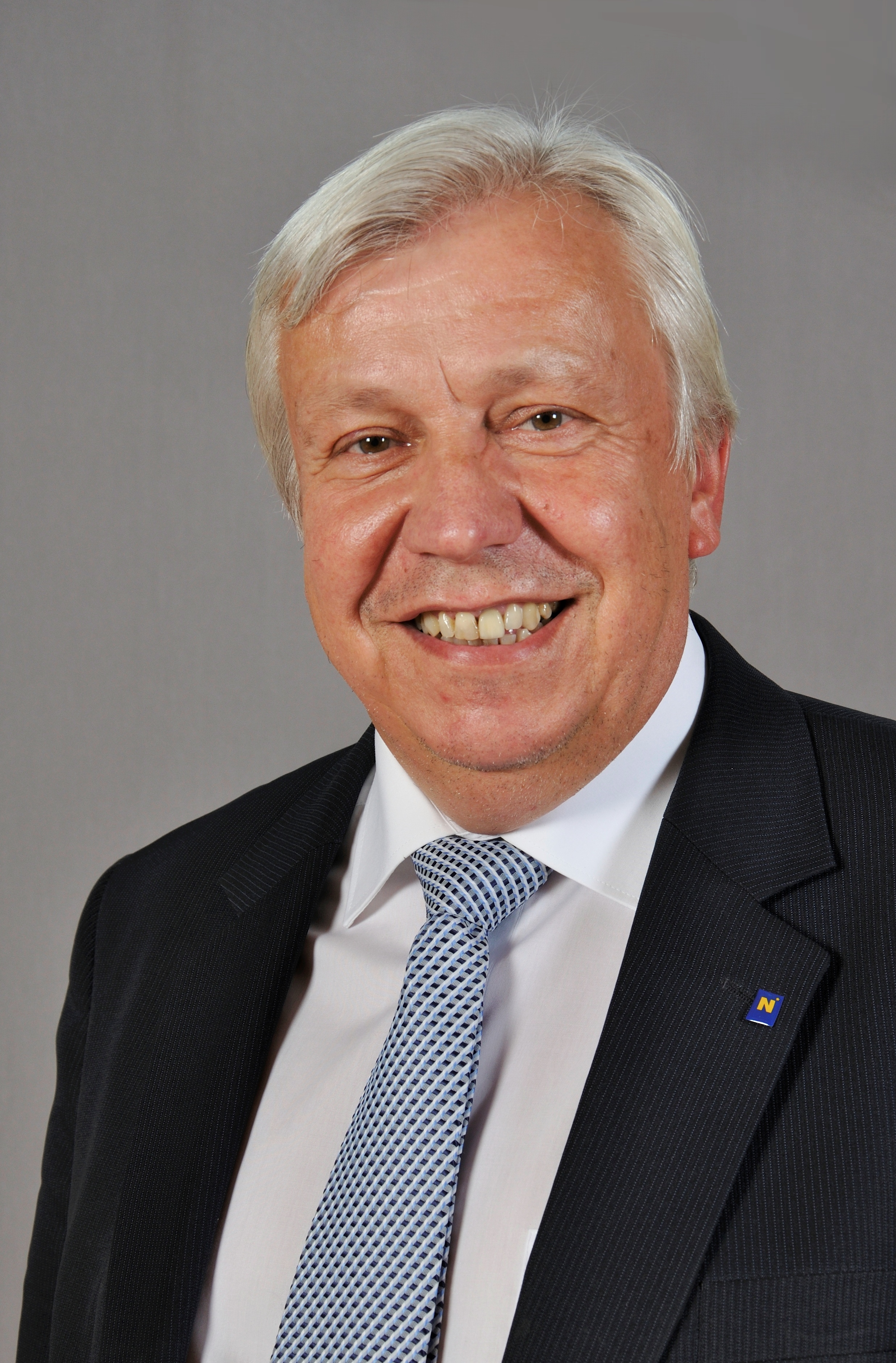
Johann Heuras (2013)

Johann Heuras (* 8. Oktober 1957 in Amstetten-Preinsbach) ist ein österreichischer Politiker (ÖVP) und ehemaliger Lehrer. Er war Bildungsdirektor für Niederösterreich (seit 2018; früher Landesschulrat).
Von 1997 bis 2011 war er Bürgermeister von St. Peter in der Au. Von 2009 bis 2011 war er Landesrat in der Niederösterreichischen Landesregierung Pröll V, zuständig für Jugend, Bildung und Sport. Von 2011 bis 2015 war er Zweiter Präsident des Niederösterreichischen Landtages.

## Leben
Heuras besuchte das Stiftsgymnasium in Seitenstetten und studierte im Anschluss Mathematik, Geschichte und Physik an der Universität Wien. Ab 1981 unterrichtete er an der HTL in Waidhofen an der Ybbs.
Er zog 1991 in den Gemeinderat von St. Peter in der Au ein und übernahm 1995 das Amt des Vizebürgermeisters und wurde in diesem Jahr zum Bezirksobmann des ÖAAB Amstetten gewählt. Von 1997 bis zu seiner Wahl in die Landesregierung im Februar 2009 war Heuras Bürgermeister der Gemeinde. Er wurde 2006 zudem zum Vizepräsidenten des Verbandes Niederösterreichischer Gemeindevertreter der ÖVP gewählt. Heuras war zwischen dem 16. April 1998 und dem 26. Februar 2009 Abgeordneter zum Niederösterreichischen Landtag, wo er die Funktion des Gesundheitssprechers innehatte.
Er wurde im Zuge der Regierungsumbildung der Landesregierung Pröll IV am 26. Februar 2009 in die Niederösterreichische Landesregierung gewählt. Heuras übernahm das Ressort Jugend, Bildung und Sport. Am 28. April 2011 schied er aus der nunmehrigen Landesregierung Pröll V aus, kehrte in den Landtag zurück und wurde als Nachfolger von Herbert Nowohradsky zu dessen zweiten Präsidenten gewählt. Sein Ressort-Nachfolger in der Landesregierung wurde Karl Wilfing.
Ab 2015 war er Amtsführender Präsident des niederösterreichischen Landesschulrates und trägt daher den Amtstitel Hofrat. Im Februar 2018 wurde er von Bundesminister Heinz Fassmann zum Bildungsdirektor von Niederösterreich und damit zum ersten Bildungsdirektor Österreichs ernannt. Zu seinem Nachfolger ab dem 1. November 2022 aufgrund der Pensionierung von Heuras wurde Karl Fritthum bestellt.
Er ist verheiratet und hat zwei Kinder.

## Auszeichnungen
- 2008: Großes Silbernes Ehrenzeichen für Verdienste um die Republik Österreich[4]
- 2014: Silbernes Komturkreuz mit dem Stern des Ehrenzeichens für Verdienste um das Bundesland Niederösterreich[5]
- 2023: Großes Goldenes Ehrenzeichen für Verdienste um die Republik Österreich [6][7]